# Shin Tae-yong
Dans ce nom coréen, le nom de famille, Shin, précède le nom personnel.
Shin Tae-yong (en coréen : 신태용), né le 11 octobre 1970 dans le district de Yeongdeok (Corée du Sud), est un footballeur international sud-coréen, qui évoluait au poste de milieu de terrain avant de devenir entraîneur. Il a entraîné le plus récemment l'équipe nationale de football d'Indonésie. Il est le premier homme à avoir remporté la Ligue des champions de l'AFC (Championnat asiatique des clubs) à la fois en tant que joueur et en tant qu'entraîneur, ayant remporté le tournoi de 1995 en tant que joueur et celui de 2010 en tant qu'entraîneur avec Seongnam Ilhwa Chunma.

## Carrière de joueur

### Carrière en club
Après avoir obtenu son diplôme à l'Université de Yeungnam (en), Shin a joué pendant douze saisons pour Ilhwa Chunma. Il remporte le prix du jeune joueur de l'année de la K League en 1992, la première année de sa carrière professionnelle. Il est un joueur clé d'Ilhwa Chunma lorsque le club remporte la K League (en) pendant trois années consécutives de 1993 à 1995. En 1995 notamment, il devient le joueur le plus utile de la K League et remporte également le championnat asiatique des clubs à la fin de l'année. Par la suite, Ilhwa Chunma vacille pendant un certain temps, mais il parvient à conquérir à nouveau le championnat grâce à la contribution de Shin. Le club remporte à nouveau le championnat pendant trois années consécutives, de 2001 à 2003, et Shin remporte son deuxième MVP Award en 2001. Il marque 99 buts et délivre 68 passes décisives en 401 matches de K League, ainsi qu'en Coupe de la Ligue coréenne. Shin est considéré comme l'un des plus grands joueurs de K League de tous les temps, et a été sélectionné pour le Best XI du 30e anniversaire de la K League en 2013.
Il aurait pu devenir un joueur à club unique, mais il a terminé sa carrière en Australie avec le Queensland Roar en A-League. Shin a pris sa retraite en septembre 2005 en raison d'un problème à la cheville qui aurait nécessité une opération. Il a accepté un rôle d'entraîneur adjoint au club, assistant Miron Bleiberg (en) principalement dans le domaine des compétences techniques,.

### Carrière en sélection
Avec l'équipe de Corée du Sud, il dispute 23 matchs (pour 3 buts inscrits) entre 1992 et 1997. Il figure notamment dans le groupe des sélectionnés lors de la coupe d'Asie des nations de 1996.
Il participe également aux JO de 1992. Lors du tournoi olympique, il joue trois matchs.
Il prend enfin part à la Coupe du monde des moins de 17 ans 1987 organisée au Canada.

## Style de jeu
En tant que joueur, il était un milieu de terrain offensif. Il a gagné le surnom de « Renard des champs » en distinguant clairement les passes et les dribbles par un jeu sensuel et intelligent.

## Carrière d'entraîneur

### Seongnam Ilhwa Chunma
En 2009, Shin est devenu le manager intérimaire de Seongnam, menant l'équipe à la deuxième place de la K League 2009 et de la Korean FA Cup 2009 (en), bien que souffrant d'un manque de fonds. Il a signé un contrat permanent l'année suivante et a immédiatement connu le succès, remportant la Ligue des champions de l'AFC 2010 et la Korean FA Cup 2011 (en). Il est devenu le premier homme à gagner la Ligue des champions de l'AFC à la fois en tant que joueur et manager. Cependant, les performances de l'équipe ont diminué au cours de la saison 2012, aggravées par la mort de Sun Myung Moon, le fondateur de l'Église de l'Unification, propriétaire du club, au milieu de la saison. Il a finalement démissionné de Seongnam après avoir terminé la saison.

### Corée du Sud
En août 2014, il est devenu entraîneur adjoint de l'équipe nationale de Corée du Sud. Sous la direction de Shin, la Corée du Sud atteint la finale de la Coupe d'Asie pour la première fois depuis 27 ans. Le manager de la Corée du Sud à l'époque était Uli Stielike, mais le véritable rôle d'entraîneur était assuré par Shin, qui prenait en charge la tactique et l'entraînement de l'équipe.
Shin a également dirigé l'équipe de Corée du Sud des moins de 23 ans à la même époque et a participé aux Jeux olympiques d'été de 2016. La Corée du Sud a remporté son groupe en obtenant 7 points contre l'Allemagne, le Mexique et les Fidji, mais elle a été éliminée à la surprise générale par le Honduras en quarts de finale.
Le 22 novembre 2016, Shin a été nommé manager de l'équipe de Corée du Sud des moins de 20 ans pour préparer la Coupe du monde U-20 de la FIFA 2017 à domicile. Par conséquent, il a quitté l'équipe senior pour se concentrer sur l'équipe des moins de 20 ans. Lors de la Coupe du monde, la Corée du Sud a terminé deuxième de son groupe avec six points et s'est qualifiée pour la phase à élimination directe, mais a perdu contre le Portugal en huitième de finale.

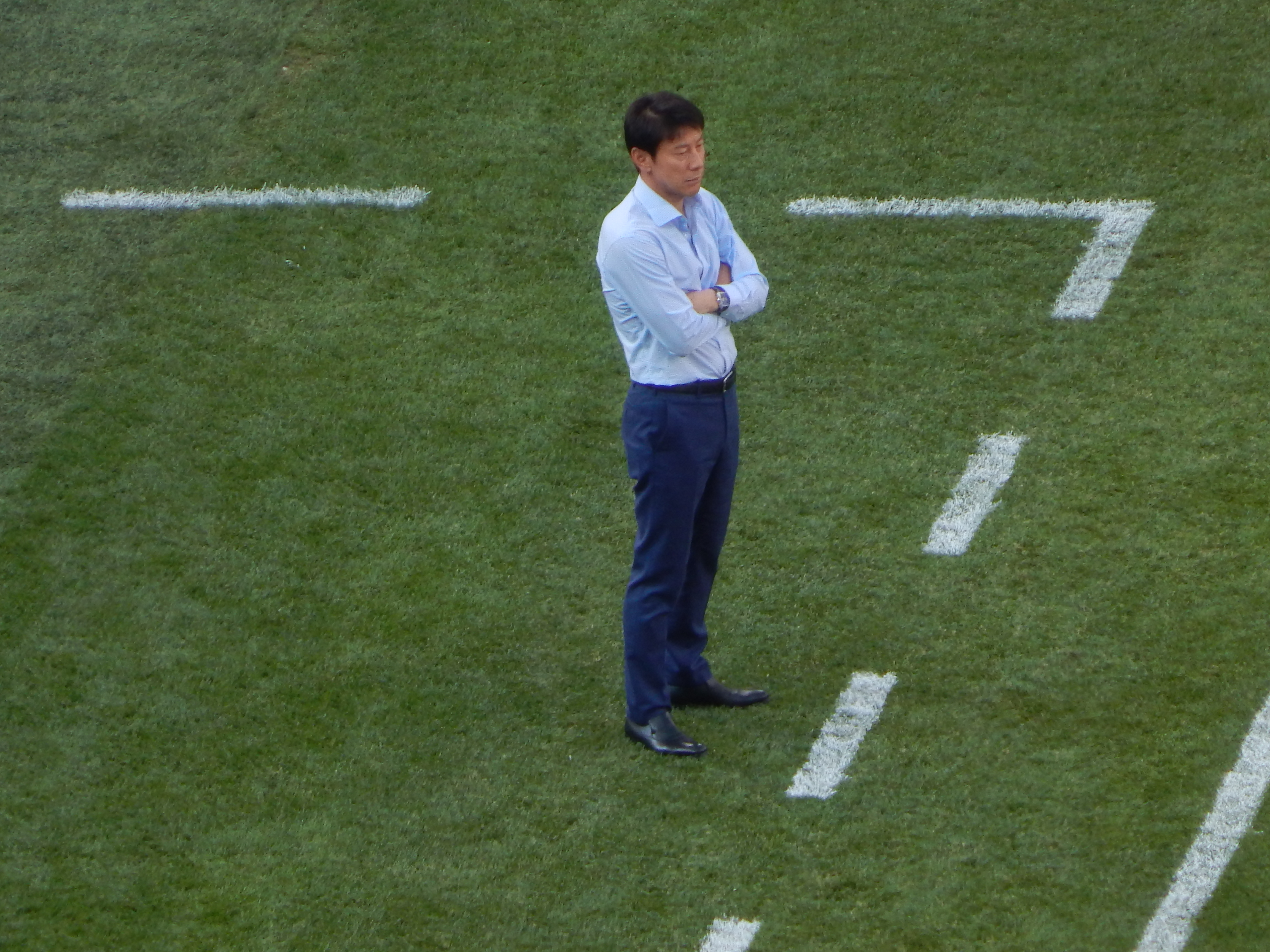
Shin lors du match de la Coupe du monde de la FIFA 2018 contre la Suède.

Après le départ de Shin de l'équipe senior sud-coréenne, Stielike a obtenu de mauvais résultats lors des éliminatoires de la Coupe du monde de la FIFA 2018 et a finalement été licencié par la Fédération coréenne de football. Le 4 juillet 2017, Shin est devenu le manager de l'équipe senior en remplacement de Stielike. En décembre, il a remporté le Championnat de football EAFF E-1 2017, battant le grand rival (en) japonais en finale 4-1. Malgré deux matchs nuls et vierges, la Corée du Sud sous Shin a également obtenu la qualification pour la Coupe du monde de la FIFA 2018 en Russie. Elle a été placée dans le même groupe que la Suède, le Mexique et l'Allemagne, championne du monde en titre. La Corée du Sud s'incline 1-0 face à la Suède et 2-1 face au Mexique, mais surprend tout le monde en battant l'Allemagne 2-0.

### Indonésie
Le 28 décembre 2019, la Fédération indonésienne de football (PSSI) a confirmé la nomination de Shin en tant que manager de l'équipe nationale indonésienne, en remplacement de Simon McMenemy (en), qui a été licencié. Il a obtenu un contrat de quatre ans, tout en devenant le premier Sud-Coréen dans l'histoire managériale de l'Indonésie,.

#### 2021-2023: Régénérer l'équipe Garuda
Les débuts de Shin en Indonésie n'ont pas été bons, l'Indonésie perdant 4-0 et 5-0 contre le Vietnam et les Émirats arabes unis, respectivement, au deuxième tour des qualifications pour la Coupe du monde 2022. Après les éliminatoires de la Coupe du monde, il a conduit l'Indonésie, dont l'âge moyen de l'équipe est de 23,8 ans, en finale du championnat de l'AFF 2020 (en). En juin 2022, il a conduit l'Indonésie à se qualifier pour la Coupe d'Asie de l'AFC 2023, mettant fin à 16 ans d'absence de l'Indonésie dans la compétition, après une victoire 2-1 contre le Koweït et une victoire écrasante 7-0 contre le Népal lors de la dernière journée, pour décrocher la qualification.
Avant la Coupe d'Asie U-20 de l'AFC 2023 (en), prévue en mars 2023, la demande de Shin d'emmener un certain nombre de joueurs de Persija Jakarta et de Persib Bandung a été rejetée par leurs entraîneurs principaux, Thomas Doll et Luis Milla,. Les joueurs ont été appelés à participer à un camp d'entraînement pour préparer la deuxième participation de l'équipe nationale au tournoi. Shin était absent lors d'une réunion virtuelle avec les dirigeants de Persija, ce que Thomas Doll regrettait. Neuf des joueurs de Thomas Doll ont été convoqués et ont décliné l'invitation car ils étaient en lice pour le titre de champion.
Shin est devenu le premier entraîneur à diriger des équipes nationales indonésiennes de trois catégories d'âge (seniors, moins de 23 ans et moins de 20 ans (en)) qui se sont toutes qualifiées pour la Coupe d'Asie de l'AFC dans leurs catégories respectives, l'équipe des moins de 23 ans se qualifiant pour la première fois pour la Coupe d'Asie des moins de 23 ans de l'AFC.

#### Coupe d'Asie des nations 2023
Lors du tournoi de la Coupe d'Asie de l'AFC 2023, Shin a aligné l'équipe la plus jeune des 24 équipes avec une moyenne d'âge de 23,81 ans. L'Indonésie a d'abord affronté l'Irak et s'est inclinée 3-1. Lors du deuxième match, l'Indonésie a affronté ses rivaux d'Asie du Sud-Est, le Vietnam, et les a battus 1-0, c'est la première victoire de l'Indonésie contre le Vietnam depuis sept ans. Lors du dernier match de la phase de groupe, l'Indonésie s'est inclinée 3-1 contre l'équipe la mieux classée d'Asie, le Japon.
Malgré ces deux défaites en phase de groupes, l'Indonésie a réussi à se qualifier pour les huitièmes de finale en terminant dans l'un des quatre meilleurs groupes de troisième place. Shin a pu mener l'Indonésie à la phase à élimination directe de la Coupe d'Asie de l'AFC pour la première fois de son histoire après sa première participation à la Coupe d'Asie de l'AFC 1996, grâce au match nul d'Oman et du Kirghizistan dans le groupe F (en). L'Indonésie a affronté l'Australie en huitième de finale et s'est inclinée 4-0.

#### Coupe d'Asie des moins de 23 ans 2024 et barrage pré-olympique
En avril 2024, l'Indonésie a participé à la Coupe d'Asie U-23 de l'AFC 2024, faisant ainsi ses débuts dans la compétition. L'Indonésie était dans le groupe A avec les puissances asiatiques, le Qatar, pays hôte, l'Australie et la Jordanie (en). Malgré une défaite controversée 2-0 contre le Qatar, au cours de laquelle l'arbitre a semblé être favorable au pays hôte, l'Indonésie a réussi à se qualifier pour les quarts de finale en tant que deuxième du groupe après avoir gagné 1-0 contre l'Australie et 4-1 contre la Jordanie. Après avoir atteint les deux objectifs fixés par la PSSI, à savoir atteindre les phases à élimination directe de la Coupe d'Asie et de la Coupe d'Asie U-23, le président de la PSSI, Erick Thohir, annonçait le 25 avril que le contrat de Shin était officiellement prolongé jusqu'en 2027. Shin a également affronté son pays natal, la Corée du Sud, en quarts de finale, mais les a battus 11-10 aux tirs au but après un match nul 2-2 pendant 120 minutes. Il a eu trois chances de mener l'Indonésie aux Jeux olympiques d'été de 2024, avec les deux derniers matches du tournoi et le barrage afro-asiatique entre les équipes classées quatrièmes. Cependant, l'Indonésie a manqué ses trois occasions en perdant 2-0 contre l'Ouzbékistan en demi-finale, 2-1 contre l'Irak en prolongation dans le match pour la troisième place et 1-0 contre la Guinée dans le barrage de qualification olympique,. Les Indonésiens ont été dominés par leurs adversaires contrairement aux matches précédents et n'ont pas réussi à décrocher leur première place olympique depuis 1956. Shin a été expulsé pour s'être vivement plaint du penalty accordé à la Guinée pour la deuxième fois lors du dernier match.

#### Éliminatoires de la Coupe du monde 2026
Lors de la suite du deuxième tour des éliminatoires de la Coupe du monde de la FIFA 2026, où l'Indonésie avait déjà perdu 5-1 contre l'Irak et fait match nul 1-1 avec les Philippines en novembre 2023, elle a de nouveau battu le Viêt Nam à deux reprises. Ils ont gagné 1-0 à domicile et 3-0 à l'extérieur contre le Viêt Nam les 21 et 26 mars 2024, respectivement, et ce dernier était leur première victoire à l'extérieur contre le Viêt Nam depuis 2004. Finissant deuxième du Groupe G au second tour après une défaite 2-0 contre l'Irak et une victoire 2-0 contre les Philippines en juin 2024, l'Indonésie est devenue la seule nation d'Asie du Sud-Est parmi les 18 nations qualifiées pour le troisième tour des qualifications pour la Coupe du monde.
Avant le début du troisième tour, la PSSI a intégré de nombreux joueurs naturalisés à l'équipe nationale indonésienne. Versée dans le Groupe C avec le Japon, l'Australie, l'Arabie saoudite, Bahreïn et la Chine, Shin et sa nouvelle équipe ont obtenu six points en six matches, dont une victoire 2-0 sur l'Arabie Saoudite. L'Indonésie est classée troisième du groupe à quatre journées de la fin, avec la possibilité de se qualifier pour la phase finale de la Coupe du monde ou pour le quatrième tour de l'AFC.
Le 6 janvier 2025, cependant, PSSI l'a licencié pour nommer un manager européen, qui peut communiquer avec les joueurs naturalisés en douceur. Son licenciement a provoqué des réactions émotionnelles parmi les médias indonésiens et sud-coréens,, avec son fils, Shin Jae-won a commenté que PSSI « regrettera cela »,, cela a été aggravé par le candidat potentiel pour l'entraîneur de remplacement de Shin, Patrick Kluivert, qui a été considéré comme impur en raison d'un scandale de jeux d'argent,. Le 11 janvier, Shin a publiquement exprimé sa gratitude pour le soutien qu'il a reçu du peuple indonésien et a exprimé son espoir que l'Indonésie se qualifie pour la Coupe du monde 2026. Le fils de Shin, Jae-won, a déclaré qu'il espérait qu'avec ce licenciement, son père ferait une pause et reviendrait en Corée du Sud.

## Vie privée
Shin a deux enfants, Shin Jae-won (en) et Shin Jae-hyeok.
En Indonésie, il est largement connu sous son initiale « STY ».
Shin a été nommé mannequin publicitaire de Nongshim, une entreprise alimentaire sud-coréenne, et a réalisé une vidéo de danse pour promouvoir les nouilles instantanées « Nongshim Bulgogi » en Indonésie. La chanson et sa danse dans la vidéo sont devenues un mème sur Internet après avoir attiré l'attention en Corée du Sud et en Indonésie,,.
Shin a reçu un Golden Visa du gouvernement indonésien.

## Palmarès

### Joueur
Université de Yeungnam
- Coupe du Président de la République de Corée (en) : 1991

Seongnam Ilhwa Chunma
- Championnat de Corée du Sud : 1993, 1994, 1995, 2001, 2002, et 2003
- Coupe de Corée du Sud : 1999 (en)[53]
- Coupe de la Ligue sud-coréenne : 1992 (en), 2002 (en), 2004 (en)
- Supercoupe de Corée du Sud : 2002
- Ligue des champions de l'AFC : 1995
- Supercoupe d'Asie : 1996 (en)
- Coupe afro-asiatique des clubs : 1996[54]
- Coupe des champions de l'A3 : 2004 (en)

Individuel
- Meilleur jeune joueur de l'année de la K League : 1992[55]
- Équipe type de la K League : 1992, 1993, 1994, 1995, 1996, 2000, 2001, 2002, 2003[55],[56],[57],[58],[59],[60],[61],[62],[63]
- Meilleur joueur de l'année de la K League : 1995, 2001[58],[61]
- Meilleur buteur de la K League 1 (en) : 1996[64]
- Meilleur XI du 30ème anniversaire de la K League : 2013[3]
- Temple de la renommée de la K League (en) : 2023[65]

### Entraîneur
Seongnam Ilhwa Chunma
- Ligue des champions de l'AFC : 2010
- Coupe de Corée du Sud : 2011 (en)[66]

Corée du Sud U23
- Finaliste de la Coupe d'Asie U23 : 2016 (en)

Corée du Sud
- Coupe d'Asie de l'Est : 2017

Indonésie
- Finaliste du Championnat d'Asie du Sud-Est : 2021 (en)[67]

Indonésie U23
- Finaliste de Championnat d'Asie du Sud-Est U23 (en) : 2023 (en)[68]
- Médaille de bronze aux Jeux d'Asie du Sud-Est : 2021 (en)[69]

Individuel
- Meilleur manager de la Coupe de Corée du Sud : 2011 (en)[66]